# Georges Matis
Pour les articles homonymes, voir Matis.
Pour les articles ayant des titres homophones, voir Mathis et Matisse.
Georges Charles Marcel Matis, né le 16 janvier 1894 à Cosne-sur-Loire (Nièvre) et mort le 18 novembre 1967 dans le 18e arrondissement de Paris, est un chansonnier et un compositeur français. 

## Biographie
On sait peu de chose de Georges Matis avant l'apparition de son nom dans la presse en 1921 alors qu'il avait déjà 27 ans. Fils d'un professeur de musique, on peut raisonnablement supposer que c'est auprès de son père qu'il a appris le solfège et qu'il est devenu pianiste. Les dates et les circonstances de son arrivée dans la capitale restent cependant non documentées.
Ce que l'on sait par contre, c'est qu'au moment de son mariage en juin 1918 à Dinard, il est professeur et qu'il est domicilié à Bourron-Marlotte près de Fontainebleau où ses parents résident également. Il est probable qu'il ait continué d'exercer son métier d'enseignant parallèlement à sa carrière de chansonnier et de compositeur.
Il est notamment connu par le duo qu'il forma dans les années 1920 et 1930 avec Jean Loysel comme parolier ou compositeur mais aussi pour avoir été pendant des années le compositeur attitré des revues du théâtre des Deux-Ânes, du théâtre du Perchoir et du théâtre du Coucou.

## Œuvres
Musique de scène
- 1921 : Paris qui chine, revue à grand spectacle de Cami et Henry Cor, musique de Georges Matis, au théâtre de l'Abri (14 octobre)
- 1926 : Bluff... à l'eau !, revue d'Henry Cor et Georges Secrétan, musique de Georges Matis, mise en scène de Christian Argentin, au théâtre Buffalo (15 octobre)[7]
- 1926 : Paris d'enfer, revue en 1 acte de Paul Clérouc[8], musique de Georges Matis, au théâtre Buffalo (novembre)
- 1926 : La Réconciliation ou les Noces de Mariette, opéra-comique caricaturo-politique en 1 acte de Paul Clérouc, musique de Georges Matis, au Théâtre de la Chanson (8 décembre)[9]
- 1928 : L'Araignée au plafond, opérette en 3 actes d'Albert-Jean, lyrics de Jean Loysel, musique de Jean Loysel et Georges Matis, mise en scène d'Ernest Georgé, à l'Œil-de-Paris (19 décembre)[10],[11] puis au théâtre Broadway (7 avril 1929)
- 1929 : Histoires de rire, revue de Jean Rieux et Georges Merry[12], musique de Georges Matis, mise en scène de Maurice Poggi, au théâtre des Deux-Ânes (octobre)
- 1930 : Aliboron 38, revue en 1 acte de Jean Rieux et Georges Merry, musique de Georges Matis, au théâtre des Deux-Ânes (8 mars)
- 1930 : Au bonheur des Ânes, revue en 1 acte de Jean Rieux et Georges Merry, musique de Georges Matis, au théâtre des Deux-Ânes (29 octobre)
- 1931 : Notre-Âne de Paris, revue de Géo Charley et Georges Merry, musique de Georges Matis, au théâtre des Deux-Ânes (19 octobre)
- 1931 : Vendredi 13, opérette en 3 actes de François d'Orgeix (Rop) et André Gabriello, lyrics de Jean Loysel et André Gabriello, musique de Georges Matis, mise en scène de Max Révol, au théâtre des Mathurins (11 décembre)[13] puis à la Scala (17 janvier 1932)
- 1932 : Boum !, revue d'Henri Jeanson, musique de Georges Matis et Marcel Lattès, mise en scène de Maurice Poggi, au théâtre des Deux-Ânes (janvier)
- 1932 : La Revue de quat'sous, revue de Georges Merry, musique de Georges Matis, au théâtre des Deux-Ânes (30 mars)
- 1932 : Madame est servie, revue de Géo Charley et Jean Marsac, musique de Georges Matis, au théâtre des Deux-Ânes (10 juin)[14]
- 1932 : Les Conférences de nos ânes, revue en 1 acte de Marc-Cab et Raymond Souplex, musique de Georges Matis, mise en scène de Maurice Poggi, au théâtre des Deux-Ânes (6 octobre)[15]
- 1932 : À la Poulbot, revue de Francisque Poulbot et Jean Marsac, musique de Georges Matis, au théâtre des Deux-Ânes (28 décembre)[16]
- 1933 : Chacun son conte, revue de Géo Charley et Raymond Souplex, musique de Georges Matis, mise en scène de Maurice Poggi, au théâtre des Deux-Ânes (mars)
- 1933 : Suivons la Maud, revue de Valentin Tarault[17] et Robert Goupil, musique de Georges Matis, mise en scène de Maurice Poggi, au théâtre des Deux-Ânes (12 juin)[18]
- 1933 : Tire-au-Franc, revue de Raymond Souplex et Eugène Wyl[19], musique de Georges Matis, mise en scène de Maurice Poggi, au théâtre des Deux-Ânes (11 octobre)
- 1934 : Par fil spécial, revue de Géo Charley, musique de Georges Matis, au théâtre des Deux-Ânes (3 février)
- 1934 : Manions l'escroc, revue de Valentin Tarault et René-Paul, musique de Georges Matis, au théâtre des Deux-Ânes (mai)[20]
- 1934 : Autres temps, revue d'Eugène Wyl et René-Paul, musique de Georges Matis et de Campara, mise en scène de Max Révol, au théâtre de Dix-Francs[21] (15 mai)
- 1934 : En selle pour la revue !, revue de Raymond Souplex, musique de Georges Matis et Gaston Clairet, mise en scène de Maurice Poggi, au théâtre des Deux-Ânes (15 septembre)[22]
- 1934 : La Revue des deux Anne[23], revue de Paul Colline, musique de Georges Matis, mise en scène de Maurice Poggi, au théâtre des Deux-Ânes (21 décembre)
- 1935 : On verra bien !, revue de René Pujol et Jean Marsac, musique de Georges Matis, mise en scène de Maurice Poggi, au théâtre des Deux-Ânes (13 avril)
- 1935 : Plage blanche, revue de Raymond Souplex, musique de Georges Matis, mise en scène de Maurice Poggi, au théâtre des Deux-Ânes (16 juillet)
- 1935 : Mari... âneries, revue de Géo Charley et Raymond Souplex, musique de Georges Matis, mise en scène de Maurice Poggi, au théâtre des Deux-Ânes (22 septembre)[24]
- 1935 : Hop là... Oh !, revue d'Henri Jeanson, musique de Georges Matis, mise en scène de Maurice Poggi, au théâtre des Deux-Ânes (20 décembre)
- 1936 : La Kermesse ironique, revue de Raymond Souplex et Jean Marsac, musique de Georges Matis, au théâtre des Deux-Ânes (18 avril)
- 1936 : Oh... rions !, revue de Robert Rocca, Ded Rysel et Raymond Vincy, musique de Georges Matis et Lucien Artus, mise en scène de Maurice Poggi, au théâtre des Deux-Ânes (1er juillet)
- 1936 : Et rran... !, revue en 1 acte de Raymond Souplex et Robert Goupil, musique de Georges Matis, mise en scène de Maurice Poggi, au théâtre des Deux-Ânes (8 septembre)
- 1936 : L'Impromptu de Montmartre, revue de Rip, musique de Georges Matis, mise en scène de Maurice Poggi, au théâtre des Deux-Ânes (16 décembre)
- 1937 : Âneries 37, revue de Géo Charley et Raymond Souplex, musique de Georges Matis, mise en scène de Maurice Poggi, au théâtre des Deux-änes (17 avril)
- 1937 : Touché !, revue de Victor Vallier et Robert Tréno, musique de Georges Matis, au théâtre du Perchoir (septembre)
- 1937 : Au fil des heures, revue de Raymond Souplex, musique de Georges Matis, mise en scène de Tarquini d'Or, au théâtre du Perchoir (décembre)
- 1938 : Excusez-nous !, revue de Géo Charley, musique de Georges Matis, mise en scène de Tarquini d'Or, au théâtre du Perchoir (9 mars)
- 1938 : Chants pour champs, revue de Raymond Souplex, musique de Georges Matis, mise en scène de Tarquini d'Or, au théâtre du Perchoir (23 septembre)
- 1939 : Encadrons !, revue en 6 tableaux de Robert Rocca et Jean Marsac, mise en scène de Tarquini d'Or, au théâtre du Perchoir (9 janvier)
- 1939 : Ici Radio-Perchoir !, revue en 1 acte de Max Blot et Victor Vallier, musique de Georges Matis, mise en scène de Tarquini d'Or, au théâtre du Perchoir (avril)
- 1939 : Amour de nus, revue en 2 actes et 25 tableaux de Géo Charley, musique de Georges Matis, au Rideau de Montmartre[25] (27 juin)
- 1940 : Blague-out, revue en 1 acte de Jean Deyrmon, musique de Georges Matis, mise en scène d'Edmond Roze, au cabaret Le Coup-de-Patte[26](16 avril)
- 1940 : Occupons-nous !, revue de René Dorin et Georges Merry, musique de Georges Matis, mise en scène d'Ernest Georgé, au théâtre des Nouveautés (7 décembre)[27]
- 1941 : Eulalie, opérette en 3 actes de Raymond Souplex, musique de Georges Matis, mise en scène de Maurice Poggi, au Palace (26 septembre)[28]
- 1942 : Vive la Reine !, opérette à grand spectacle de Raymond Souplex, musique de Georges Matis, mise en scène d'Émile Duard fils, au Palace (22 septembre)
- 1943 : Tristes cires !, revue de René-Paul et Eugène Wyl, musique de Georges Matis, au théâtre du Coucou (3 avril)
- 1943 : Ça va !, revue de Georges Merry, musique de Georges Matis, au théâtre du Coucou (septembre)
- 1943 : La Concierge est dans la cour, fantaisie comique et musicale de Raymond Souplex et Marc-Cab, musiques de Georges Matis, Louis Gasté, Paul Durand, Louiguy, Marguerite Monnot, Fernand Warms, Aimé Courtioux et Gaston Claret, au Palace (8 octobre)
- 1943 : Sans char !, revue de Géo Charley, musique de Georges Matis, au théâtre du Coucou (novembre)
- 1946 : Ève 60, fantaisie d'anticipation de René-Paul, musique de Georges Matis, au théâtre du Coucou (8 janvier)
- 1947 : Bonne chance, Vincent !, revue de Robert Rocca et Edmond Meunier, musique de Georges Matis, mise en scène de Robert Dhéry, au théâtre du Coucou (17 mars)[29]
- 1948 : Pas de ça... disette, revue-fantaisie de René-Paul, musique de Georges Matis, au théâtre du Coucou (janvier)
- 1948 : Beau fisc, revue de Mauricet, musique de Georges Matis, au théâtre des Deux-Ânes (3 juillet)
- 1948 : 33, boulevard Saint-Martin[30], revue de Jean Marsac, musique de Georges Matis, au théâtre du Coucou (septembre)
- 1948 : La Belle manière, revue en Coucoucolor de Jean Marsac, musique de Georges Matis, au théâtre du Coucou (25 décembre)
- 1949 : Roucoucoulons, revue d'actualités en 1 acte d'Edmond Meunier, musique de Georges Matis, au théâtre du Coucou (17 septembre)[31]
- 1951 : La Revue de Raymond Souplex, musique de Georges Matis, mise en scène de Maurice Poggi, au théâtre du Coucou (6 avril)[32]
- 1952 : Ne quittez pas l'écoute, comédie musicale en 4 actes de Jean Lec, musique de Georges Matis, production Le Grenier de Montmartre, au théâtre des Célestins de Lyon (12 janvier)

Musique de chanson
- 1926 : Des marguerites en voulez-vous, chanson d'André Gabriello, créée par Max Trébor
- 1927 : Ah ! Les fraises et les framboises, vieille chanson française, paroles adaptées par Serge Plaute, musique recueillie par Édouard Wollf, harmonisée par Georges Matis, créée par Parisys
- 1928 : Sans te connaître, chanson de Barencey et Bréant
- 1930 : Le Bouc à Nanon, chanson de Jean Rieux et Georges Merry
- 1930 : Quand même, chanson d'André Gabriello créée par André Perchicot
- 1930 : Nous deux, java créée par André Perchicot
- 1930 : Sans qu'on y pense, chanson d'André Gabriello, créée par l'auteur et par Lyevel
- 1931 : Quelle drôle d'époque, chanson de Géo Charley, créée par l'auteur au théâtre des Deux-Ânes
- 1932 : Dans l' cirage, chanson de René Dorin créée par André Perchicot aux Six Jours de Paris de 1932[33]
- 1932 : Eux... et nous, chanson de Robert Goupil
- 1933 : La Biche au bois, chanson de Raymond Souplex créée par l'auteur au théâtre des Deux-Ânes[34]
- 1934 : Si l'on pense à tout ça, chanson de Georges Merry créée par Charlotte Dauvia
- 1935 : Quand l'amour commence, chanson d'André Gabriello et Georges Merry
- 1935 : Tête de turc est morte, chanson de Raymond Souplex créée par l'auteur au théâtre des Deux-Ânes
- 1935 : Lettre à M. Queuille, chanson de Raymond Souplex, créée par l'auteur au théâtre des Deux-Ânes
- 1935 : Quand Marina s'est marida, chanson de Raymond Souplex, créée par l'auteur au théâtre des Deux-Ânes
- 1935 : Buvez du vin et vivez joyeux !, chanson de Raymond Souplex, créée par l'auteur et Maurice Poggi au théâtre des Deux-Ânes
- 1935 : Y en a des..., chanson de Raymond Souplex
- 1935 : Pour vous plaire, chanson de Raymond Souplex
- 1935 : Cocktail, chanson de Raymond Souplex
- 1935 : Lorsque je peux rêver de toi, chanson de Raymond Souplex
- 1935 : Berceuse à Clément, chanson de Raymond Souplex dédiée à Clément Vautel
- 1935 : Cancans, chanson de Raymond Souplex, créée par Jane Sourza et Charpini au théâtre des Deux-Ânes
- 1935 : Ça travail dur, paroles et musique de Georges Matis créée par Les Trois Garnements à La Potinière et à La Scala
- 1935 : Hymne à la paix, chanson de Henry Cor, créée par l'auteur au Cabaret des Noctambules
- 1935 : Vite... vite..., chanson de René-Paul créée à Bobino
- 1935 : Couplets bi-sexués, chanson de René-Paul, créée au music-hall par Sarthel, Stephen Weber, Nono et Charlier
- 1935 : Jusqu'au bout, chanson de Jean Marsac, créée par l'auteur au théâtre des Deux-Ânes
- 1935 : Tout est relatif, chanson de Jean Marsac, créée par l'auteur au théâtre des Deux-Ânes
- 1935 : Fécondité, chanson de Jean Marsac, créée par l'auteur au théâtre des Deux-Ânes
- 1935 : Théoriquement, chanson de Jean Marsac, créée par l'auteur au théâtre des Deux-Ânes
- 1935 : Ballade des dames du temps de justice, chanson de Jean Marsac, créée par l'auteur au théâtre des Deux-Ânes
- 1935 : Quand vous ne venez pas la nuit, chanson de Jean Marsac, créée par l'auteur au théâtre des Deux-Ânes et Chez Brummel
- 1935 : Printemps, chanson de Pierre Dac, créée par l'auteur au théâtre des Deux-Ânes
- 1935 : C'est rien, chanson d'Eugène Wyl
- 1935 : C'est durillon, chanson de Paul Briquet
- 1935 : C' qu'on me fait, j'le fait !, chanson de Robert Goupil
- 1935 : La première fois, chanson de Robert Goupil, créée par Mlle Denysis au cabaret le Bosphore[35]
- 1935 : Mimi, voici la fin du mois, chanson de Ded Rysel, créée par l'auteur au théâtre des Deux-Ânes
- 1935 : Elle, chanson de Jean Loysel
- 1936 : Y a des parasites, chanson radiophonique de Max Blot
- 1937 : Comment va Thil ?, chanson de Rip créée par Félicien Tramel au théâtre des Deux-Ânes
- 1954 : Le Tour d'horizon, chanson de René Dorin
- Le Petit café, chanson de Marcel Lucas créée par l'auteur
- Les Projets, chanson de Jean Loysel créée par Guy Berry